# Karenge (Sektor)
Karenge (Kinyarwanda Umurenge wa Karenge) ist einer von 14 Sektoren des Distrikts Rwamagana in der Ostprovinz von Ruanda.

## Geographie
Der Sektor Karenge hat eine Fläche von 63,4 km². Er setzt sich aus den sieben Zellen Bicaca, Byimana, Kabasore, Kangamba, Karenge, Nyabubare und Nyamatete zusammen. Nachbarsektoren sind im Norden Nzige, im Osten Rubona, im Südosten Mugesera, im Süden Rukumberi, im Westen Juru und im Nordwesten Nyakaliro. Im Süden liegt Karenge am Mugesera-See. Die Westgrenze bildet der Fluss Nyabarongo und die umgebenden Nyabarongo-Feuchtgebiete.

## Bevölkerung
Nach Stand der Volkszählung von 2022 liegt die Einwohnerzahl bei 28.525. Zehn Jahre zuvor waren es 22.755, was einem jährlichen Bevölkerungszuwachs von 2,3 Prozent zwischen 2012 und 2022 entspricht.